# The Face of the Madonna
The Face of the Madonna è un cortometraggio del 1915 diretto da Kenean Buel e interpretato da Alice Joyce e Guy Coombs.

## Trama
Trama e critica su Stanford University

## Produzione
Il film fu prodotto dalla Kalem Company.

## Distribuzione
Il film venne distribuito nelle sale il 19 aprile 1915 dalla General Film Company.